# Kohala
Kohala és el més antic dels cinc volcans que formen l'illa de Hawaii. Es calcula que Kohala té un milió d'anys — tan antic que va experimentar i va registrar la inversió del camp magnètic de la Terra fa 780.000 anys. Es creu que ha trencat el nivell del mar fa més de 500.000 anys i haver esclatat per última vegada fa120.000 anys. Kohala té 606 km² d’àrea i 14.000 km³ en volum i, per tant, constitueix poc menys del 6% de l'illa de Hawaii.
Kohala és un volcà en escut tallat per múltiples gorges profundes, que són el producte de milers d'anys d’erosió. A diferència de la simetria típica d'altres volcans hawaians, Kohala té la forma d'un peu. Cap al final de l’etapa de construcció de l'escut, fa 250.000 a 300.000 anys, una esllavissada de terra va destruir el flanc nord-est del volcà, reduint la seva alçada en més de 1000 m i viatjant 130 km a través del fons del mar. Aquest enorme esllavissament pot ser parcialment responsable de la forma de peu del volcà. S'han trobat fòssils marins al flanc del volcà, massa alts per haver estat dipositats per les ones oceàniques estàndard. L'anàlisi va indicar que els fòssils havien estat dipositats per un tsunami massiu fa aproximadament 120.000 anys.
Com que està tan lluny de la massa terrestre més propera, l'ecosistema de Kohala ha experimentat un aïllament geogràfic, donant lloc a un ecosistema únic. Hi ha diverses iniciatives per preservar aquest ecosistema contra les espècies invasores. Els cultius, especialment el moniato (Ipomoea batatas), s'han conreat al costat de sotavent del volcà durant segles. La part nord de l'illa rep el nom de la muntanya, amb dos districtes anomenats North i South Kohala. El rei Kamehameha I, el primer rei del Regne de Hawaii, va néixer a North Kohala, prop de Hawi.

## Geologia

### Història
Els estudis sobre la taxa d'acumulació de lava del volcà han posat l'edat del volcà a prop d'un milió d'anys. Es creu que va trencar el nivell del mar fa més de 500.000  anys. A partir de fa 300.000 anys, la taxa d'erupció va disminuir lentament durant un llarg període fins a un punt en què l'erosió va desgastar el volcà més ràpidament i que el Kohala es va reconstruir a si mateix mitjançant l'activitat volcànica. La disminució de les erupcions combinades amb l'augment de l'erosió va fer que el Kohala s'allunyés lentament i s'enfonsés a l'oceà. Les colades de lava més antigues que encara queden exposades a la superfície són de poc menys de 780.000 anys. És difícil determinar la mida i la forma originals del volcà, ja que el flanc sud-est ha estat enterrat per colades de lava volcànica dels Mauna Kea i Mauna Loa propers. No obstant això, basat en un fort augment de la inclinació al vessant submarí del volcà a una profunditat de 1000 m , els científics estimen que en el seu moment de màxima esplendor la porció del Kohala que estava per sobre de l'aigua era de més de 50 km ample. Els geòlegs estimen que el volcà va ser una vegada aproximadament el doble de la seva mida actual.
El volcà és tan vell que va experimentar i va registrar una inversió de polaritat magnètica (un canvi en l'orientació del camp magnètic de la Terra de manera que les posicions dels pols nord i sud s'intercanvien) que va passar fa 780.000 anys. Cinquanta unitats de flux a les 140 m primeres dels estrats exposats a la secció de Pololu són de polaritat normal, cosa que indica que es van dipositar en els darrers 780.000 anys. La datació radiomètrica va oscil·lar principalment entre 450.000 i 320.000 anys enrere, encara que diverses peces es van desviar més avall; això indicava un període d'història eruptiva a l'època.

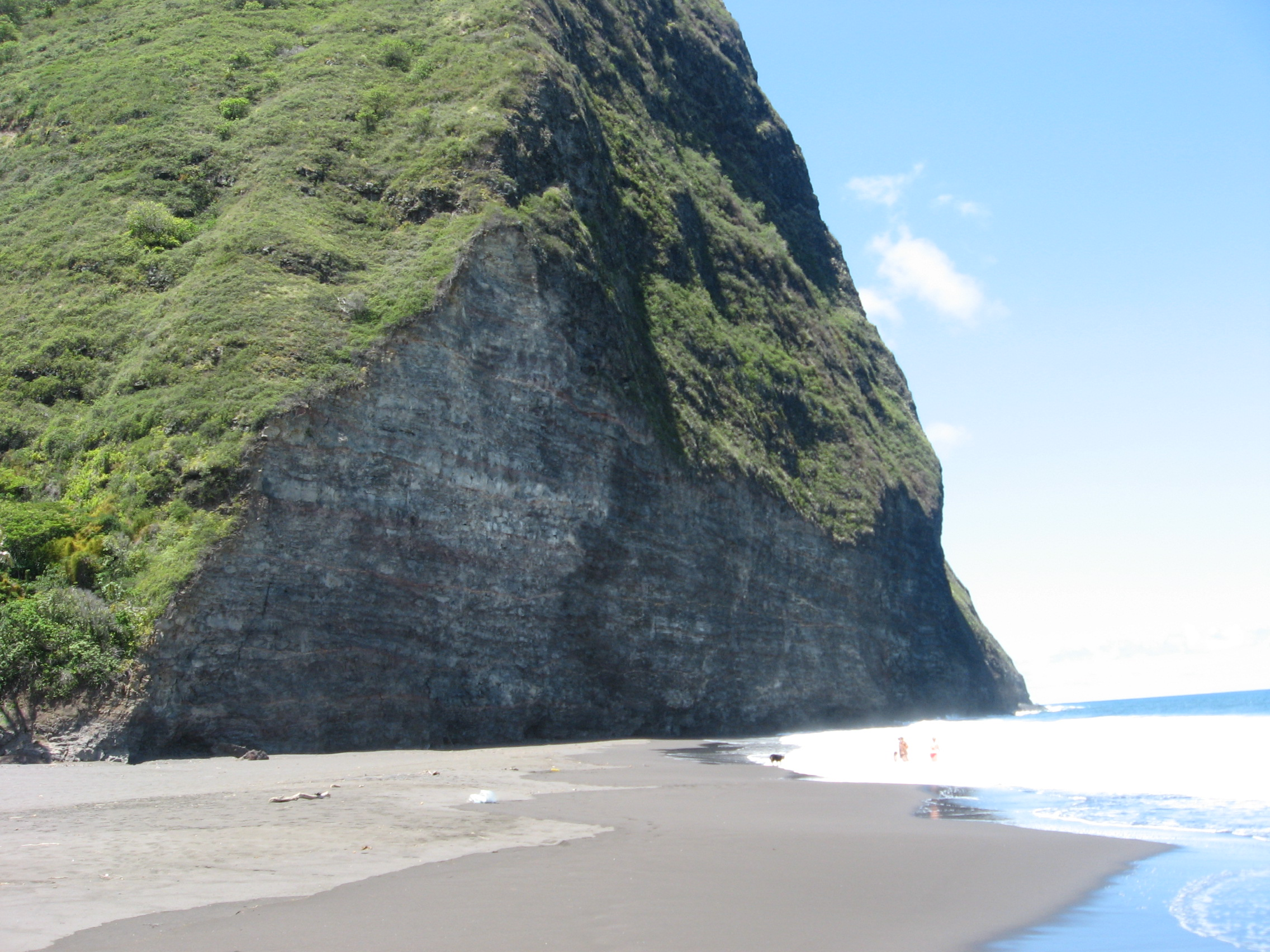
Penya-segats vists des de la platja de Waipi ʻ Valley

Kohala va ser devastada per una esllavissada massiva entre 250.000 i 300.000 anys abans de l'actualitat. Es van trobar restes del tobogan al fons de l'oceà fins a 130 km lluny del volcà. Vint quilòmetres d'amplada a la línia de la costa, l'esllavissada de terra va retallar fins al cim del volcà i és parcialment, si no en gran manera, responsable de la pèrdua 1000 m d'alçada des de llavors. Els famosos penya-segats de la costa de Kohala al vent són evidències del gran desastre geològic i marquen la part més alta de les runes d'aquest antic esllavissament. També hi ha diverses altres característiques úniques que es troben al volcà, totes marques fetes pel col·lapse delmador.
Es creu que Kohala va entrar en erupció per última vegada fa 120.000 anys. Tanmateix, s'han obtingut diverses mostres d'una data més recent. Dues mostres van recollir unes 120 m a part, obtinguts a la vall de Waipi ʻ al flanc est del volcà el 1977, es van datar de manera fiable a 60.000 anys. Un altre conjunt doble de mostres, recollides a la part occidental el 1996, es va mesurar en 80.000 anys d'edat. Les mostres han estat tractades amb escepticisme per la comunitat científica, i les seves edats han estat directament qüestionades. Les roques recollides del lloc oest no han estat provades per experiments posteriors. Les mostres de lava recollides del lloc oriental es van trobar suposadament sota una colada de lava de Mauna Loa, que s'havia datat anteriorment amb 187.000 anys. Els fluxos de lava de Kohala podrien ser tan joves com 120.000 anys encara que poden ser encara més joves.
L'any 2004 es van trobar fòssils marins no identificats a la base del volcà a 6 km. Un equip d'investigació dirigit per Gary McMurtry de la Universitat de Hawaii i Dave Tappin del British Geological Survey va trobar que els fòssils havien estat dipositats per un tsunami massiu, 61 m per sobre del nivell actual del mar. L'equip va datar els fòssils i la roca volcànica propera amb uns 120.000 anys d'antiguitat. Basat en la taxa de subsidència de Kohala durant els darrers 475.000 anys, es va estimar que els fòssils es van dipositar a una alçada d'uns 500 m , ben fora de l'abast de les tempestes i molt per sobre del nivell normal del mar en aquell moment. El temps es correspon amb l'últim gran esllavissada de la propera Mauna Loa. Els investigadors plantegen la hipòtesi que l'esllavissada submarina del volcà proper va desencadenar un tsunami gegantí, que va escombrar coralls i altres petits organismes marins, dipositant-los a la cara occidental de Kohala. Mauna Loa, un volcà actiu, ha reparat des de llavors el seu flanc. El geòleg marí Tappin creu que «un futur col·lapse en aquest volcà, amb el potencial de generació de mega-tsunami, és gairebé segur».

### Estructura
Kohala tenia dues zones de rift actives, una característica comuna als volcans hawaians. La doble carena, de forma axial, va estar activa tant en les etapes d'escut com de postescut. La zona del rift sud-est passa per sota del proper Mauna Kea i reapareix més al sud-est a la cresta d'Hilo, tal com indica la relació entre les mostres de lava recollides. A més, les dues característiques s'alineen més a prop que la carena de Mauna Kea, de la qual es pensava que formava part. La major part de la carena està construïda amb roca volcànica amb polaritat magnètica inversa, evidència que el volcà té almenys 780.000 anys. Es va estimar que la lava més antiga datada del peu de la carena tenia entre 1,1 i 1,2 milions d'anys.
Els geòlegs han classificat les colades de lava del volcà en dues unitats. Les capes del volcà Hawi es van dipositar en l'etapa posterior a l'escut de la vida del volcà, i els volcànics Pololu més joves es van dipositar en l'etapa de construcció d'escut del volcà. La roca de la secció més jove de Hawi, que sobreposa els fluxos més antics de Pololu, té majoritàriament entre 260.000 i 140.000 anys, i es compon principalment d’hawaiita i traquita. La separació entre les dues capes no és clara; les capes més baixes poden estar en realitat a la secció Pololu, segons els seus patrons de deposició i el baix contingut de fòsfor. Els intervals de temps que separaven els dos períodes d'evolució volcànica van ser extremadament breus, cosa que es va observar per primera vegada el 1988.
El cim del volcà cobert de bosc està format per molts cons que van generar lava de les seves dues zones de rift entre fa 240.000 i 120.000 anys. Kohala va completar la seva etapa de construcció d'escuts fa 245.000 anys i des d'aleshores ha anat en declivi. La datació amb potassi-argó indica que el volcà va entrar en erupció per última vegada fa uns 120.000 anys a finals del Plistocè. Kohala es troba actualment en transició entre les etapes volcàniques hawaianes posteriors a l'escut i l'erosió en el cicle de vida dels volcans hawaians.
El Servei Geològic dels Estats Units ha avaluat l'extinta Kohala com una zona de baix risc. El volcà està en zona 9 (risc inferior), mentre que la frontera del volcà amb Mauna Kea és zona 8 (segon més baix), ja que Mauna Kea no ha produït colades de lava durant 4.500 anys.
Kohala, com altres volcans en escut, té un pendent superficial poc profund a causa de la baixa viscositat de les colades de lava que la van formar; tanmateix, la costa nord-oest compta amb uns quants dels penya-segats més alts de la Terra. Els esdeveniments durant i després de les seves erupcions donen al volcà diverses característiques geomòrfiques úniques, algunes possiblement com a resultat de l'antic col·lapse i esllavissada de terra. El volcà té forma de peu; la costa nord-est té un sagnat destacat en 20 km de la línia de costa.
Hi ha un petit reguitzell de falles sobre i prop de la caldera del cim principal, disposades paral·lelament a la costa nord. Originalment es considerava que les falles eren un resultat directe de l'enfonsament; tanmateix, els científics assenyalen que les falles no arriben fins a la costa, sinó que estan disposades fortament agrupades al voltant de la caldera. Això indica que les línies de falla poden haver estat causades indirectament, possiblement a causa de l'alliberament sobtat d'estrès durant l'esdeveniment.

## Hidrologia

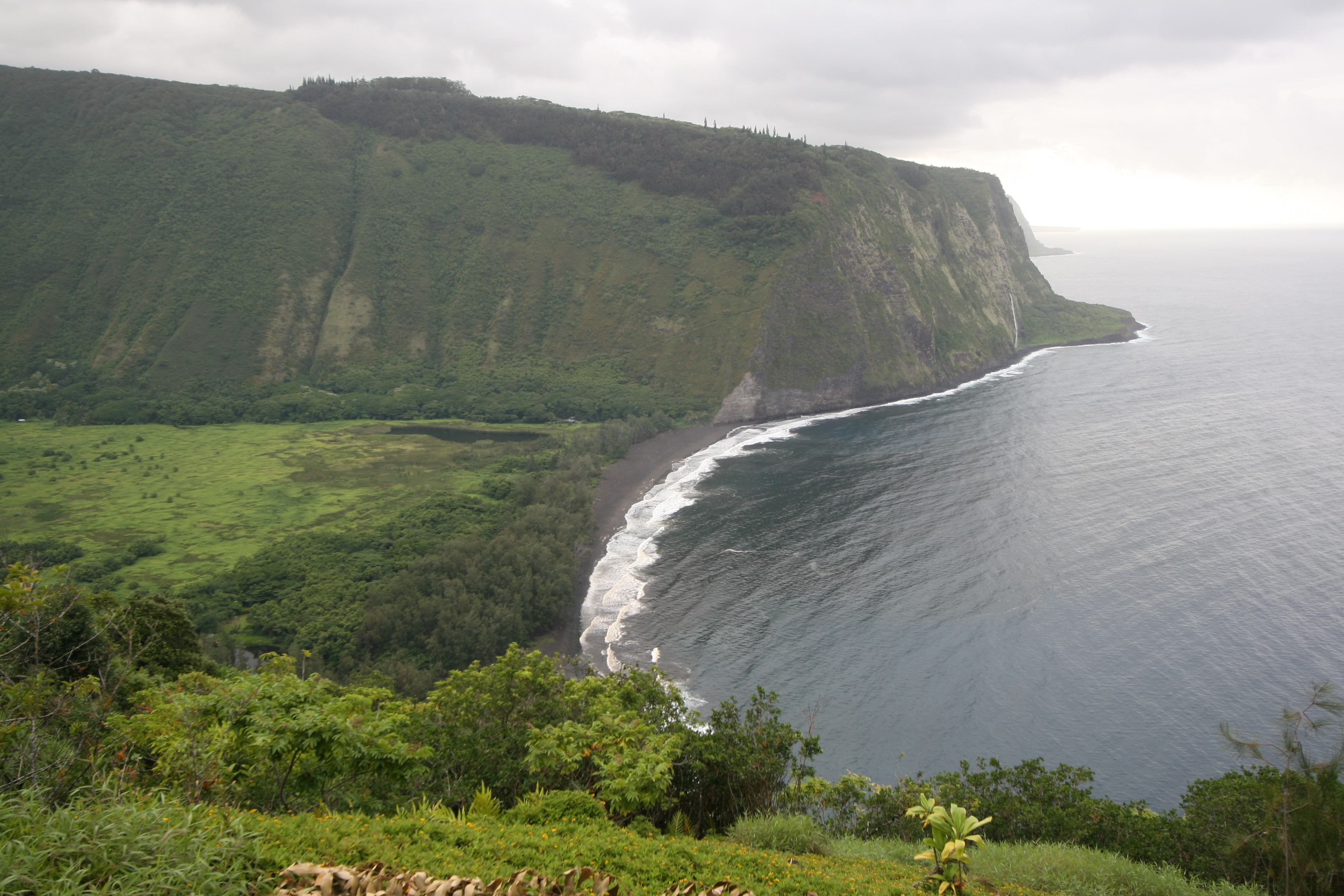
Vall de Waipiʻ, la vall més destacada que talla el flanc del volcà

Mauna Kea fa que els vents alisis es desviïn al seu voltant, augmentant el vent fins a un flux súper millorat sobre la cresta de Kohala i l'ascensor orogràfic porta la major part de la pluja al vessant nord-est de Kohala. El costat del vent de la muntanya Kohala està dissecat per múltiples valls de riu profundament erosionades en una alineació sud-oest-nord-est, tallant els flancs del volcà. Al nord del cim de Kohala, la zona de rift amb tendència nord-oest-sud-est del volcà separa la pluja en dos corrents, que van cap al sud-est, cap a la vall de Waipi ʻ, o al nord-oest, cap a la vall d'Honokane Nui. Quan el volcà encara estava actiu, unes làmines verticals de magma, disposades en el que es coneix com a dics, van forçar la sortida del dipòsit de magma i van entrar a la zona del rift, que es va veure debilitat pel col·lapse. A mesura que els dics es van forçar a pujar, van formar fractures i falles paral·leles a la zona del rift. L'esforç provocat pels dics va produir una sèrie de falles al llarg de la seva longitud, formant horsts i grabens (blocs de falla). Al nord-est del cim de Kohala, on es produeix la majoria de pluges, l'estructura amb falla impedeix que l'aigua de pluja del cim flueixi naturalment al nord-est pel vessant de la muntanya. En canvi, l'aigua de pluja baixa lateralment i desemboca a la part posterior de les que s'han convertit així en les valls més grans (Waipiʻ i Honokane Nui).

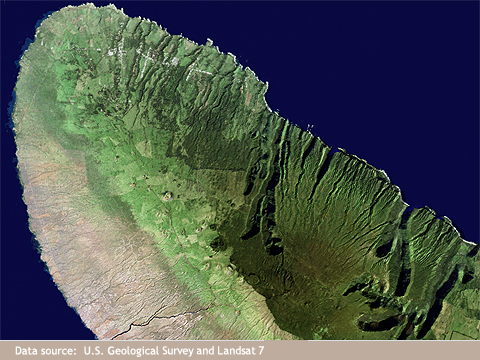
Composició del satèl·lit Landsat de Kohala, que mostra la seva forma de peu. Dues de les gorges profundes visibles en aquesta foto són les valls de Waipi ʻ i Waimanu. Tots els congostos visibles es troben al costat est, fruit dels vents alisis.

El vessant nord-oest de sotavent de Kohala té poques valls de riu tallades, resultat de l'efecte ombra orogràfica, ja que els vents alisis dominants porten la major part de la pluja al vessant nord-est del volcà. Les set valls al vent de Kohala són, de sud-est a nord-oest, Waipi ʻ, Waimanu, Honopue, Honokea, Honokane Iki, Honokane Nui i Pololu. La mida de les valls reflecteix la quantitat de drenatge que han pogut captar; Waipi ʻ, la vall de Waimanu més gran, en algun moment també drenada, i les antigues capçaleres de Waimanu són ara una de les seves branques. La vall de Waimanu, tallada de la seva capçalera fins al cim i deixada amb Wai'ilikahi com a principal afluent, encara havia aconseguit formar una plana inundable substancial, encara que menys de la meitat de la mida de Waipiʻ. Honokane Nui, la tercera vall més gran, té el seu drenatge gairebé exclusivament des del costat nord del cim, i com a resultat és una vall profunda, llarga i estreta de fons amb poca plana inundable habitable.
Les valls restants deriven tota la seva aigua dels vessants inferiors nord-est del volcà i, per tant, són més petites. A més, hi ha innombrables barrancs de diverses profunditats que encara no han arribat al nivell del mar i van començar a formar planes inundables, convertint-se en valls. Tot i així, uns quants d'aquests són més de 300 m de profunditat. La profunditat de les parets de la vall real a la vora del mar oscil·la entre 300 m al mirador de la vall de Waipi ʻ al sud-est de la muntanya Kohala, a una alçada de més de 500 m a Honopue, i després disminueix a menys de 150 m al mirador de Pololu a l'extrem nord de les valls. A la part posterior, més profunda a la muntanya, totes les valls tenen parets escarpades que superen les 1000 m. Nombroses cascades espectaculars cauen o cauen sobre aquests penya-segats. Alguns, com Hi'ilawe Falls a la vall de Waipi'o, tenen gotes individuals que superen els 300 m.
El volcà es va mantenir actiu fins a la formació d'aquestes valls muntanyoses, com ho van il·lustrar posteriorment les colades de lava de Pololu, que cobrien l'extrem nord i nord-oest del volcà Kohala i sovint desembocaven a la vall de Pololu. La cartografia del fons marí recent sembla mostrar que la vall s'estén una mica més enllà de la vora del mar, després acaba en el que podria ser el mur de capçalera de la gran esllavissada que es troba a la costa nord-est de Kohala.
A més de ser un factor primordial en el desenvolupament de les valls més grans, el complex de dics té un altre paper important — el de crear i mantenir el nivell freàtic. La lava hawaiana és extremadament permeable i porosa. L'aigua de pluja es filtra fàcilment a la lava, creant una gran lent d'aigua dolça sota la superfície de l'illa. A la majoria de llocs, la part superior del nivell freàtic es troba a pocs metres del nivell del mar, ja que la lent d'aigua dolça flota sobre l'aigua salada. A diferència dels fluxos de lava poroses, però, els dics es refreden sota terra en roques denses amb poques esquerdes i vesícules. Els dics actuen com a parets verticals impermeables a través de les quals les aigües subterrànies no poden fluir. Les capes profundes de cendra es compacten en capes impermeables entre les colades de lava, evitant la filtració de l'aigua de pluja. L'aigua de pluja que normalment es filtraria a través del sòl queda atrapada als embassaments del dic, situats molt per sobre del nivell del mar. L'aigua subterrània es limita a un corrent al llarg del dic fins que troba un mitjà per escapar.
A Kohala, els nombrosos dics propers al cim impedeixen que les aigües subterrànies es filtrin pendent cap avall cap al nord-est, on naturalment vol anar. Més aviat, el complex del dic de Kohala el guia al nord-oest o al sud-est, per l'eix de les zones de rift, igual que l'aigua superficial. D'altra banda, les tres valls més petites entre les grans -Honopue, Honokea i Honokane Iki-, així com els nombrosos barrancs més petits que encara no són valls, es veuen privats d'aigua subterrània per l'orientació de la zona del rift i els seus dics. Sense la gran quantitat d'aigua que reben les valls més grans, aquestes valls creixen molt més lentament. A causa de la seva topografia com a sòl essencialment pla de cràter envoltat de cons i escarpes de falla, la caldera principal es veu afectada relativament poc per l'erosió de l'aigua.
La major part de les aigües subterrànies del cim de Kohala acaben a Waipi'o o Honokane Nui; l'enorme quantitat d'aigua encaminada per aquestes valls provoca una gran quantitat d’erosió hídrica, que fa que les parets de la vall s'enfonsin amb freqüència, accelerant el desenvolupament de la vall. Aquesta abundància d'aigua superficial va inspirar la primera de les tres séquies de regadiu massives de Kohala, la séquia superior de Hamakua, encara que inicialment l'aigua es va utilitzar per transportar canya de sucre (fluming) als molins en lloc de per reg. Els subministraments d'aigua superficial, però, no eren prou estables per a l’economia de les plantacions a gran escala que es desenvolupava a Hamakua i North Kohala, de manera que les séquies posteriors van aprofitar els fluxos base alimentats per fonts de les valls i els barrancs més grans. Només la vall de Waimanu va escapar sense cap dels seus afluents, juntament amb els 16 rius més petits entre el riu Waikoloa i el riu Wailoa a la vall de Waipi'o.

## Ecologia

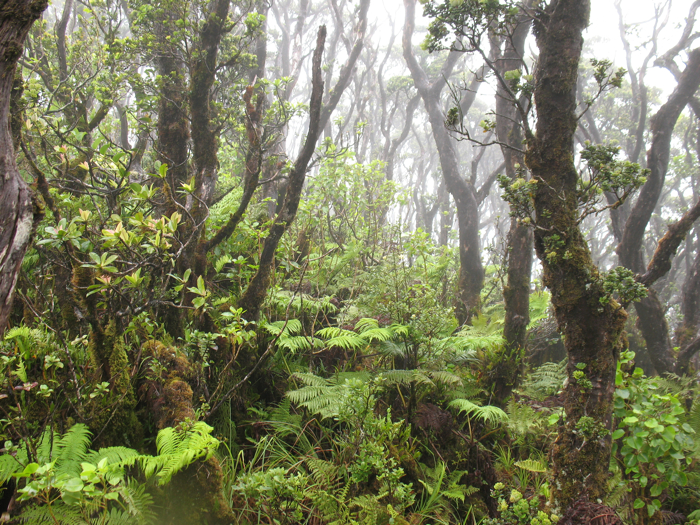
El dosser de diversos pisos d'un bosc humit autòcton a la muntanya Kohala.

Els hàbitats naturals del districte de Kohala oscil·len entre un ampli gradient de pluja en una distància molt curta — des de menys de 127 mm un any a la costa prop de Kawaihae, a més de 3.800 mm un any prop del cim de la muntanya Kohala, una distància de només 17 km . A la costa hi ha restes de boscos secs, i prop del cim hi ha un bosc de núvols, un tipus de selva tropical que obté gran part de la seva humitat del "goteig de núvols" a més de la precipitació. Aquests grans boscos ennuvolats dominen els seus vessants. Aquest bioma és rar i conté un percentatge desproporcionat de les espècies rares i endèmiques del món. El sòl de Kohala és ric en nitrogen, facilitant el creixement de les arrels.
El bosc es troba perpendicular als vents alisis dominants, una característica que provoca la formació freqüent de núvols i abundants precipitacions. Així, les selves tropicals que catifen Kohala són vitals per al subministrament d'aigua subterrània a l'illa. Fa temps que es reconeix el paper de l'ecosistema de Kohala en el suport del flux d'aigua. Ja l'any 1902, el forester estatunidenc EM Griffith va escriure: «La protecció dels boscos significa no només augmentar la pluja, sinó més important encara, conservar el subministrament d'aigua. El futur benestar i la prosperitat agrícola de les illes Hawaii depèn de la preservació del bosc».
Abans que arribessin els humans, la població de vida salvatge a Kohala i a la resta de l'illa estava aïllada d'altres espècies, ja que estava separada de la massa terrestre més propera per més de 321 km d'aigües obertes. Els primers colonitzadors de Kohala van arribar per vent, tempesta o flotant a l'oceà. Les colonitzacions reeixides es produeixen amb una magnitud d'un cop cada 35.000 anys. Els 2.000 avantpassats reeixits que van arribar a Kohala van evolucionar cap a unes 8.500 a 12.500 espècies úniques, el que va provocar que una proporció molt alta d'espècies presents no es trobés en cap altre lloc de la Terra. Només al voltant del 2,5% de la selva tropical del món és selva tropical de núvols, la qual cosa també la converteix en un hàbitat únic.

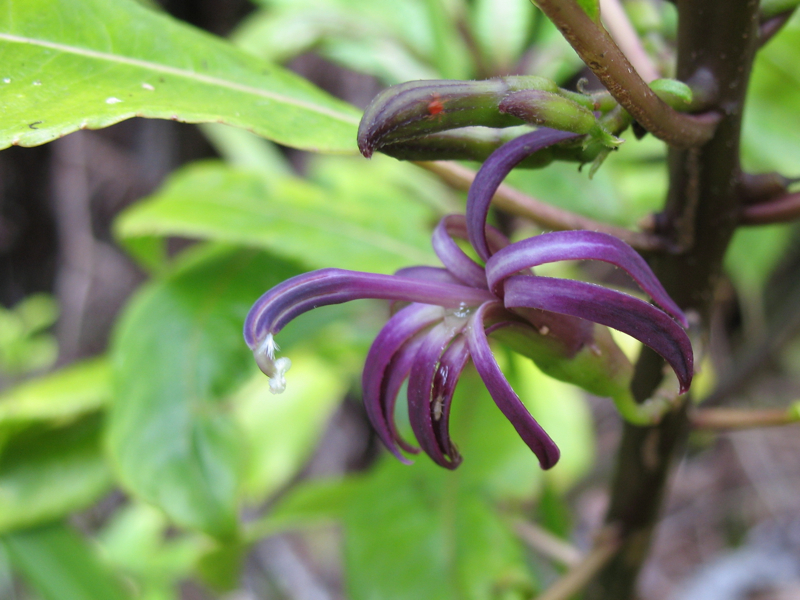
Un oha wai autòcton, o espècie de Clermontia, un arbust florit comú del bosc humit de la muntanya Kohala.

La muntanya acull aproximadament 155 espècies autòctones de vertebrats, crustacis, mol·luscs i plantes. Una complexió diversa de fongs, hepàtica i molses afegeixen encara més la varietat. De fet, fins a una quarta part de les plantes del bosc són molses i falgueres. Aquests treballen per capturar l'aigua dels núvols, proporcionant al seu torn microhàbitats per als invertebrats i amfibis, i els seus depredadors. Les estimacions sobre la capacitat d'aigua del bosc oscil·len entre 3.000 a 15.000 l/ha
A la muntanya també hi ha diverses torberes, que existeixen com a ruptures als boscos ennuvolats. Es creu que les pantans es formen a les zones baixes on l'argila del sòl impedeix el drenatge adequat de l'aigua, donant lloc a una acumulació d'aigua que impedeix els sistemes radiculars de les plantes llenyoses. Els aiguamolls de Kohala es caracteritzen per les carnyes, molses del gènere Sphagnum i oha wai, membres natius de la família de la campanula. Altres hàbitats són la selva tropical i els boscos mesòfits (humits).
El mateix aïllament que va produir l'ecosistema únic de Kohala també el fa molt vulnerable a les espècies invasores. Les plantes exòtiques i els animals salvatges es troben entre les més grans amenaces per a l'ecologia local. Plantes com el gingebre kahili (Hedychium gardnerianum) i la guaiava de maduixa (Psidium cattleinum) desplacen les espècies autòctones. Abans de l'assentament humà, molts organismes importants com les coníferes i els rosegadors maig van arribar a l'illa, per la qual cosa l'ecosistema maig va desenvolupar defenses contra ells, deixant Hawaii vulnerable als danys per peülles, rosegadors i depredació.
La selva tropical hawaiana nativa de Kohala té una gruixuda capa de falgueres i molses que cobreixen el terra, que actuen com a esponges, absorbeixen l'aigua de la pluja i passen gran part d'ella a les aigües subterrànies dels aqüífers de sota; quan els animals salvatges com els porcs trepitgen la coberta, el bosc perd la seva capacitat de retenir l'aigua de manera eficaç i, en comptes de recarregar l'aqüífer, es produeix una pèrdua severa de terra vegetal, gran part de la qual acaba sent abocada pels rius a l'oceà.

## Història humana

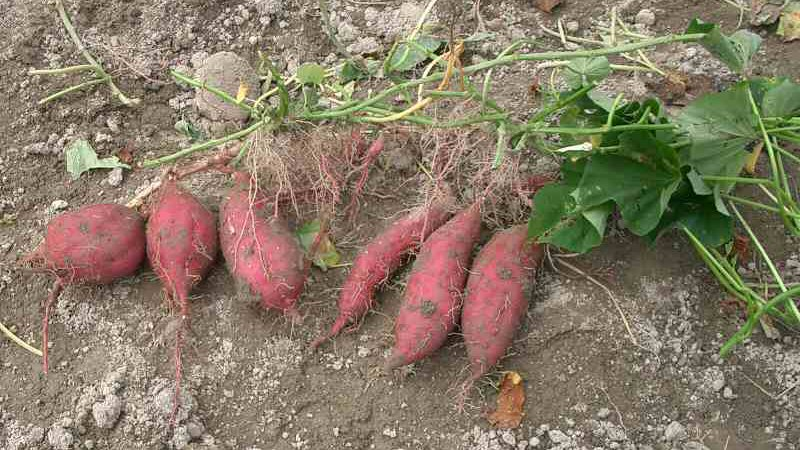
Patata dolça (Ipomoea batatas) del tipus que es conrea a Kohala.

Hi ha proves d’agricultura premoderna als vessants sotavent de Kohala. Del 1400 al 1800, el principal cultiu de Kohala va ser el moniato (Ipomoea batatas), encara que també hi ha evidències de nyam (Dioscorea sp.), taro (Colocasia esculenta), plàtans (híbrids de Musa), canya de sucre (Saccharum officinarum), i carbasses de la família de les cucurbitàcies. El nivell òptim de pluja per al moniato es troba entre 76 i 127 cm per any. Una combinació de factors fa que les precipitacions a Kohala siguin variables tant d'una ubicació a una altra com d'un any a un altre. A més, Kohala és assotat per forts vents, que estan directament relacionats amb l'erosió del sòl; els antics agricultors utilitzaven una sèrie d'embarcacions de terra i murs de pedra per protegir els seus cultius. S'ha demostrat que aquesta tècnica redueix el vent almenys entre un 20 i un 30 %.
A més dels murs, hi ha una sèrie de camins de pedra que dividien la zona de conreu en parcel·les de mida variable. Aquestes estructures són úniques perquè encara que moltes persones utilitzaven aquests sistemes en aquell moment, Kohala té uns quants dels pocs per sobreviure. Els vessants sotavent de Kohala es van utilitzar per a les plantacions de canya de sucre a finals del segle xix. El viatge dels camps als molins i després les barques es va mecanitzar amb una locomotora de vapor l'any 1883. Diverses plantacions a la muntanya es van consolidar a la Kohala Sugar Company el 1937. En el punt àlgid de la seva producció, l'empresa tenia 600 empleats, 52km2 de terreny, i una capacitat de 45.000 t de sucre brut per any. L'any 1975 l'empresa va tancar definitivament.

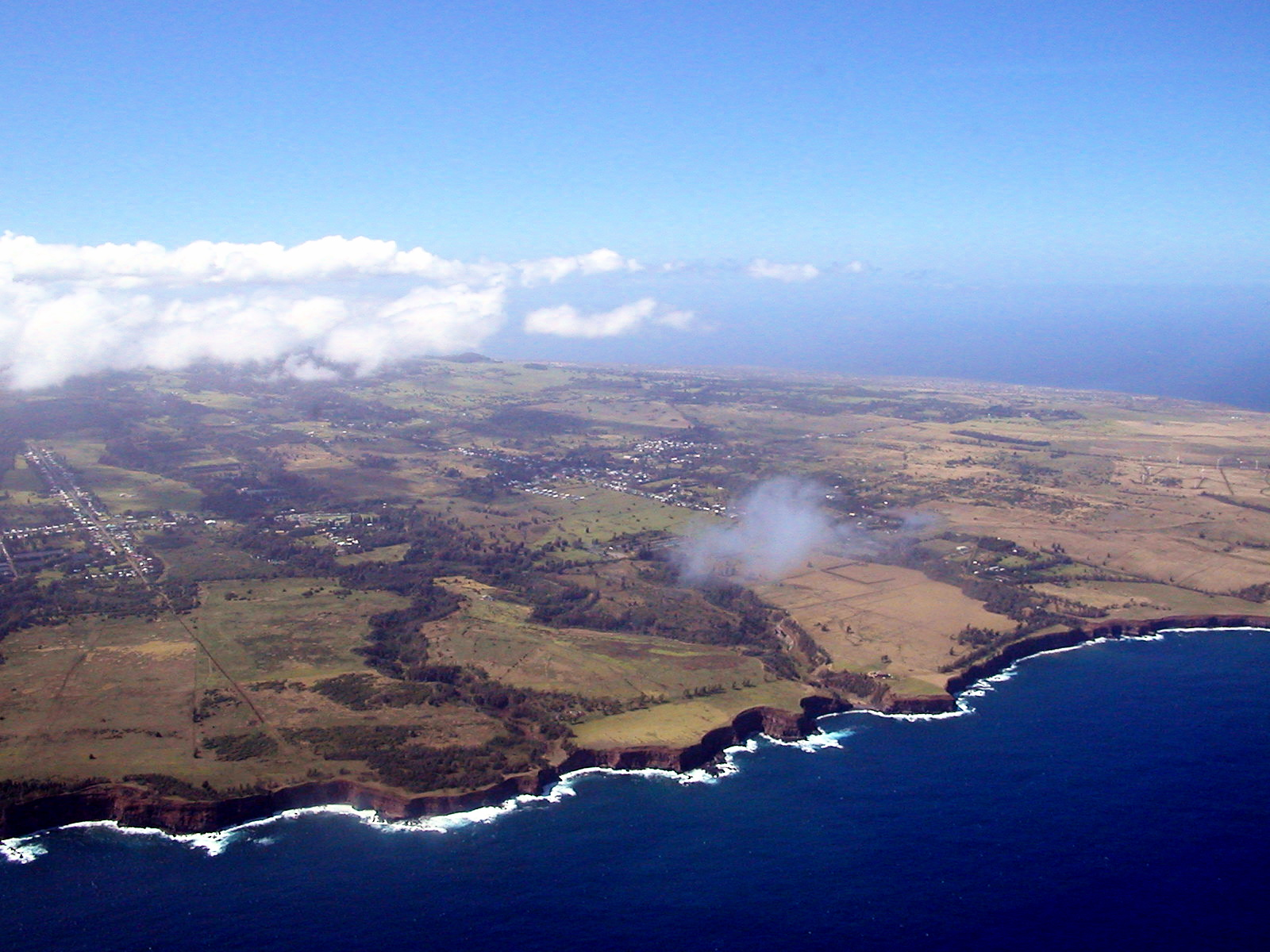
El districte nord de Kohala, centrat a la ciutat de Hawi

Kohala suporta un cicle hidrològic molt complex. A principis del segle xx, això es va aprofitar mitjançant la construcció de canals de reg superficial dissenyats per captar l'aigua a cotes més altes i distribuir-la a l'aleshores extensa indústria de la canya de sucre. L'any 1905, després de 18 mesos i la pèrdua de 17 vides, el Kohala Ditch, una vasta xarxa de canals i séquies, mesura 35 km de llargada, es va completar. Des de llavors, ha entrat en ús per ranxos, granges i cases. Una part de la rasa es va convertir en una atracció turística fins que va ser danyada pel terratrèmol de la badia de Kiholo de 2006, centrada just al sud-oest de la muntanya. El Departament d'Aigua del Comtat de Hawaii depèn dels rius de Kohala per subministrar aigua a la població de l'illa. Amb l'augment de la demanda, els canals superficials originals s'han complementat amb pous profunds dissenyats per canalitzar les aigües subterrànies per a ús domèstic. L'any 2003 es va formar la Kohala Watershed Partnership, un grup voluntari de propietaris privats de terres i gestors estatals, dissenyat per ajudar a gestionar la conca hidrogràfica de Kohala i protegir-la de les amenaces, sobretot de les espècies invasores.
Un altre projecte per donar a conèixer l'ecosistema de Kohala és The Kohala Center, una organització comunitària independent, sense ànim de lucre, per a la investigació i l'educació. Es va establir com a resposta a les peticions dels residents de l'illa per crear una oportunitat educativa i laboral relacionada amb la importància natural i cultural de Hawaii. La missió del centre és "implicar respectuosament l'illa d’Okina com un laboratori d'investigació i aprenentatge extraordinari i vibrant per a la humanitat". La terra al voltant de Kohala s'administra com dos districtes, Kohala del Nord i Kohala del Sud, del comtat de Hawai. Les platges, parcs, camps de golf i complexos turístics de South Kohala s'anomenen "la costa de Kohala".
El rei Kamehameha I, el primer rei de les illes hawaianes unificades, va néixer prop de Upolu Point, l'extrem nord de Kohala. El lloc es troba dins del Kohala Historical Sites State Monument. L’estàtua original de Kamehameha es troba davant del centre comunitari de Kapaʻ, i les rèpliques de l'estàtua es troben a Ali Hale a Honolulu, i a l'Emancipation Hall del Centre de Visitants del Capitoli dels Estats Units a Washington, DC.